# Irka Barrios
Irka Barrios (?, Tuparendi) é uma escritora gaúcha, ganhadora do Prêmio AGES Livro do Ano (2023), do Prêmio Odisseia de Literatura Fantástica, na categoria "Narrativa Curta de Horror" (2022) e do Prêmio Brasil em Prosa, da Amazon/Jornal O Globo (2015), além de ter sido indicada ao Prêmio Jabuti na categoria "Romance de Entretenimento", em 2020.

## Educação e carreira
Irka Barrios é o pseudônimo de Bibiana Barrios Simionatto. Sua formação original é na área odontológica, sendo a autora ortodontista ainda atuante na área. Seu interesse pela literatura começou como leitora da obra de Lygia Fagundes Telles. Em 2015, cursou a Oficina de Criação Literária do professor e escritor Luiz Antonio de Assis Brasil, onde iniciou sua formação enquanto escritora. A partir da oficina, aprimorou a escrita e desenvolveu sua carreira como contista, tendo publicado diversos contos em coletâneas desde 2015. Dentre as narrativas que produziu no início da carreira, destaca-se o conto Coelho Branco, com o qual ficou em segundo lugar no Prêmio Brasil em Prosa, Amazon/Jornal O Globo (Prêmio Percursor do "Prêmio Kindle") em 2015.
Para a autora, há uma complementariedade entre os trabalhos de dentista e de escritora.
| “              | A rotina do consultório é muito prática e exige conhecimentos técnicos adquiridos há tanto tempo que repito quase mecanicamente. Mas não é só isso, a interação com as pessoas também pode ser fonte de inspiração. Conversar, trocar ideias, contar uma situação, discutir sobre uma notícia de jornal, tudo isso é riquíssimo para uma escritora. | ” |
| — Irka Barrios | |   |

Alcançou o título de mestre em Escrita Criativa em 2019 pela Pontifícia Universidade Católica do Rio Grande do Sul (PUC-RS). Sua dissertação "Essa coisa fascinante, o medo", dividia-se em duas partes, uma teórica, e outra prática. A produção teórica propunha uma reflexão sobre as premissas e interesses de gêneros literários como o fantástico, o estranho, o maravilhoso e o gótico. A parte prática se deu pela escrita da primeira versão do romance Lauren, que viria a ser publicado no mesmo ano de conclusão do mestrado (2019) pela editora Caos & Letras. Em 2020, seu romance de estreia, Lauren, foi indicação ao Prêmio Jabuti na categoria "Romance de Entretenimento".
Em seu primeiro romance, a autora explora temas como bullying, violência estudantil e fanatismo religioso, através da história de uma pré-adolescente que vive as mudanças físicas e psicológicas de se tornar mulher em uma cidade conservadora do interior. Já nele, notamos um tema recorrente na obra de Irka Barrios, que se volta, em sua pesquisa, para o insólito e para o horror ao redor das diversas experiências femininas no mundo. Segundo a escritora,      
| “               | A mulher, a virgindade, o sexo, o sangue menstrual, e tantas outras coisas, tudo é fruto de proibições, de tentativas de cercear o comportamento em sociedade. | ” |
| — Irka Barrios, | |   |

Em 2022, três anos após seu primeiro romance, Irka Barrios publicou a coletânea de 14 contos Júpiter Marte Saturno, pela Editora Uboro Lopes. Com esta obra, foi vencedora do Prêmio AGES Livro do Ano, em 2023. Assim como em seu romance anterior, Júpiter Marte Saturno explora o universo feminino pela perspectiva de diferentes mulheres, navegando, de forma poética, pelo insólito, pelo horror e pelo fantástico.
Em 2023, foi convidada pelo Clube de Leitura do Andes, promovido pelo Ateliê PUCRS Cultura, da Pontifícia Universidade Católica do Rio Grande do Sul (PUC-RS), para conduzir um bate-papo sobre a obra Mandíbula, da equatoriana Mónica Ojeda. E em outubro do mesmo ano, foi selecionada para participar, junto com um grupo de sete escritores, da 75ª Feira do Livro de Frankfurt, a maior feira de livros do mundo, que acontece na Alemanha. No mesmo ano, publicou seu terceiro livro, chamado Vespeiro, pela editora  DarkSide Books. A obra traz 30 narrativas curtas de horror, navegando por narrativas de violência corpórea e psicológica, mantendo como marca uma investigação dos horrores relativos ao universo feminino.
Atualmente, a autora cursa doutorado em escrita criativa pela Universidade Federal do Rio Grande do Sul (UFRGS). Entre as diversas atividades que realiza enquanto feminista e autora consolidada no movimento insólito literário brasileiro, Irka Barrios é mediadora do Clube de Leitura Escuro Medo, colaboradora da Revista Ventanas e parte da equipe organizadora do coletivo Mulherio das Letras – RS.
Como resultado de sua colaboração com o coletivo Mulherio das Letras – RS, organizou, no dia 11 de junho de 2022, a edição de Porto Alegre da fotografia histórica que compôs um movimento realizado em todo o país. O objetivo era registrar um encontro com o máximo de escritoras no maior número de cidades pelo Brasil como forma de resistência e afirmação da vasta cena literária feita por mulheres.

## Prêmios e reconhecimentos
- 2024 - Prêmio Jacarandá, na categoria "Livro do Ano", com Vespeiro.[25]
- 2024 -  Prêmio AGES Livro do Ano, na categoria "Narrativa curta", com Vespeiro.[26]
- 2023 - Prêmio AGES Livro do Ano, na categoria "Narrativa curta", com Júpiter Marte Saturno.[2]
- 2022 - Prêmio Odisseia de Literatura Fantástica, na categoria "Narrativa Curta de Horror", com o conto A parte de dentro.[3]
- 2020 - Indicação ao Prêmio Jabuti na categoria "Romance de Entretenimento", com o romance Lauren.[5]
- 2015 - Prêmio Brasil em Prosa, Amazon/Jornal O Globo (Prêmio Percursor do "Prêmio Kindle"), com o conto Coelho Branco.[27]

## Obras
- 2023 —  Vespeiro, DarkSide Books.[20]
- 2022 —  Júpiter Marte Saturno, Editora Uboro Lopes.[28]
- 2019 —  Lauren, Editora Caos & Letras.[29]

### Organização e Coautoria
- 2022 —  Vigílias, Publicação Independente.[30]
- 2021 — O Novo Horror, Editora O Grifo.[31]
- 2021 — Cidade do medo - histórias do além, Editora Gog.[32]
- 2018 — Não culpe o narrador, Editora Bestiário.[33]

### Participações em antologias
- 2023 — Quebra-ventres, Editora Peripécia.[34]
- 2023 — In Corpa, Editora O Grifo.[35]
- 2023 — Terrores Latinos, Luva editora.[36]
- 2021 — O Novo Horror, Editora O Grifo.[31]
- 2021 — Nada em comum, Editora Class.[37]
- 2020 — Fake Fiction, Editora Dublinense.[38]
- 2020 — Subsolo, Editora Zouk.[39]
- 2020 —  Como tudo começou, EdiPUCRS[40]
- 2019 — Qualquer ontem, Editora Bestiário.[41]
- 2019 — Conte outra vez: 30 contos inspirados em canções do Raul Seixas, Publicação Independente.[42]
- 2019 — Tudo soma zero, Editora Bestiário.[43]
- 2018 — Não culpe o narrador, Editora Bestiário.[33]
- 2017 —  Língua Rara, Ediciones Outsider (Argentina).[15]
- 2017 — Cem anos de amor, loucura e morte, Editora Moinhos.[44]
- 2017 — Translações Singulares, Editora Bestiário.[44]
- 2017 — Escândalos reinventados, Editora Class.[45]
- 2016 — Onisciente Contemporâneo, Editora Bestiário.[46]
- 2016 — Contos Para Ler a Três, Editora Bestiário.[47]